# Ruth Hussey
Ruth Carol Hussey (Providence (Rhode Island), 30 oktober 1911 - Newbury Park (Californië), 19 april 2005) was een Amerikaans actrice. Ze is het meest bekend van haar rol als fotograaf Liz Imbrie in The Philadelphia Story, waarvoor ze een Oscar-nominatie kreeg.

## Biografie

### Vroege jaren
Hussey werd geboren in Providence, Rhode Island. Haar vader overleed op 34-jarige leeftijd aan de gevolgen van de Spaanse griep die in de periode 1918-1919 heerste; Ruth was zeven jaar oud. Ze ging naar het Pembroke College, een vrouwencollege van de Brown-universiteit, en slaagde daar in 1933.
Op het Pembroke probeerde ze geregeld een rol te krijgen voor de schooltoneelstukken, maar het lukte haar niet die te krijgen. Vervolgens studeerde ze drama aan de School voor Drama van de Universiteit van Michigan en werkte in Michigan als actrice in een theater dat alleen in het zomerseizoen was geopend. Dit deed ze twee seizoenen lang.

### Carrière
Na haar werk als actrice in het theater, keerde ze terug naar Providence waar ze als modecommentator voor de radio ging werken. Iedere middag las ze het nieuws van een lokale kledingwinkel uit Providence voor op de radio. Op een dag werd ze door een vriend gevraagd om te komen acteren in het Providence Playhouse. De theaterdirecteur liet haar vertrekken met de reden dat ze alleen mensen uit New York zochten. In diezelfde week reisde ze naar New York, waar ze op haar eerste dag een contract kreeg met een talentscout. Die zorgde voor een rol in een toneelstuk dat de volgende dag zou plaatsvinden in het Providence Playhouse. In New York werkte ze ook een tijdje voor als model voor de wereldberoemde Powers Agency.
Ze had daarna een aantal rollen bij reizende toneelgezelschappen. In 1937 toerde ze met Dead End door het land, waarbij haar laatste optreden in het theater van het Biltmore Hotel in Los Angeles zou zijn. Op de openingsavond in dat theater werd ze gespot door talentscout Billy Grady van Metro-Goldwyn-Mayer (MGM). Dit mediabedrijf bood haar een contract aan, en ze maakte haar filmdebuut in 1937. Ze werd snel een van de betere actrices in de B-films van MGM, waarbij ze vaak wereldwijze rollen had. Voor The Philadelphia Story, een A-film uit 1940, kreeg ze Oscar-nominatie voor haar rol als Liz Imbrie, fotograaf en vriendin van Macauley Connor, gespeeld door James Stewart.
Hussey werkte ook met Robert Taylor in Flight Command (1940), Robert Young in H.M. Pulham, Esq. (1941), Van Heflin in Tennessee Johnson (1942), Ray Milland in The Uninvited (1944) en Alan Ladd in The Great Gatsby (1949). In 1946 was ze te zien op Broadway in het Pulitzer-prijs winnende toneelstuk State Of The Union. In 1960 speelde ze met Bob Hope in The Facts of Life. Hussey was ook actief in het opkomende televisiedrama.
Ruth Hussey heeft een ster gekregen op de Hollywood Walk of Fame in 1551 Vine Street.

### Privéleven
Op 9 augustus 1942 trouwde ze met talentscout en radioproducent C. Robert Bob Longenecker (1909-2002) in North San Diego County, Californië. Met hem kreeg zij drie kinderen: Rob Longenecker, John Longenecker, en Mary Hendrix. In 1977 verhuisde ze met haar man van hun familiehuis in Brentwood naar Rancho Carlsbad in Carlsbad, Californië. Haar man overleed in 2002, kort na hun 60-jarig huwelijk.
Hussey overleed op 93-jarige leeftijd aan de gevolgen van een appendectomie.